# Archispirostreptus gigas
Archispirostreptus gigas, de Afrikaanse reuzenmiljoenpoot, is een geleedpotige uit de klasse miljoenpoten (Diplopoda).
Archispirostreptus gigas is een van de grootste miljoenpoten, die kan groeien tot 38,5 cm in lengte en 67 mm in omtrek. Een volwassen exemplaar heeft 256 poten.
Het is een wijdverspreide soort in laaggelegen gebieden in oostelijk Afrika, van Mozambique tot in Kenia. Ze worden zelden boven 1000 m hoogte gevonden. De soort komt vooral voor in bosrijke gebieden, maar wordt soms ook in kustregio's aangetroffen wanneer daar ten minste enkele bomen aanwezig zijn. In de Zulu worden ze amashongololo genoemd.
A. gigas is zwart van kleur en wordt regelmatig als huisdier gehouden. Over het algemeen leven reuzenmiljoenpoten 7 tot 10 jaar. Reuzenmiljoenpoten hebben twee verdedigingsmechanismen voor wanneer ze zich bedreigd voelen: Ze rollen zich op tot een dichte spiraal waardoor alleen het harde exoskelet bereikbaar is voor aanvallers, daarnaast zijn ze in staat een irriterende vloeistof uit te scheiden door poriën in hun lichaam. Deze vloeistof kan schadelijk zijn wanneer men deze in de ogen of mond krijgt.